# Grand Prix-seizoen 1924
Het Grand Prix-seizoen 1924 was het laatste Grand Prix-jaar voordat het wereldkampioenschap voor constructeurs werd verreden. Het seizoen begon op 13 april en eindigde op 9 november na drie Grandes Épreuves en 16 andere races.

## Kalender

### Grandes Épreuves
| Ronde | Datum      | Grand Prix       | Circuit      | Winnaar               | Constructeur | Verslag |
| ----- | ---------- | ---------------- | ------------ | --------------------- | ------------ | ------- |
| 1     | 30 mei     | Indianapolis 500 | Indianapolis | Joe Boyer, Lora Corum | Duesenberg   | verslag |
| 2     | 3 augustus | Frankrijk/Europa | Lyon         | Giuseppe Campari      | Alfa Romeo   | verslag |
| 3     | 19 oktober | Italië           | Monza        | Antonio Ascari        | Alfa Romeo   | verslag |

### Andere races
| Datum        | Land      | Racenaam                     | Circuit         | Winnaar            | Constructeur   | Verslag |
| ------------ | --------- | ---------------------------- | --------------- | ------------------ | -------------- | ------- |
| 13 april     | Italië    | Tigullio Circuit             | Tigullio        | Tazio Nuvolari     | Bianchi        | verslag |
| 27 april     | Italië    | Targa Florio                 | Madonie         | Christian Werner   | Mercedes       | verslag |
| 27 april     | Italië    | Coppa Florio                 | Madonie         | Christian Werner   | Mercedes       | verslag |
| 4 mei        | Italië    | Belfiore Circuit             | Belfiore        | Antonio Masperi    | Bianchi        | verslag |
| 18 mei       | Italië    | Perugia Cup                  | Perugia         | Emilio Materassi   | Itala          | verslag |
| 23 mei       | Italië    | Savio Circuit                | Ravenna         | Enzo Ferrari       | Alfa Romeo     | verslag |
| 1 juni       | Italië    | Polesine Circuit             | Polesine        | Enzo Ferrari       | Alfa Romeo     | verslag |
| 9 juni       | Italië    | Cremona Circuit              | Cremona         | Antonio Ascari     | Alfa Romeo     | verslag |
| 13 juli      | Italië    | Coppa Acerbo                 | Pescara         | Enzo Ferrari       | Alfa Romeo     | verslag |
| 13 juli      | Frankrijk | Autodrome Cup                | Miramas         | Martín de Álzaga   | Sunbeam        | verslag |
| 17 augustus  | Italië    | Coppa Montenero              | Montenero       | Renato Balestrero  | O.M.           | verslag |
| 31 augustus  | Italië    | Mugello Circuit              | Mugello         | Giuseppe Morandi   | O.M.           | verslag |
| 27 september | Spanje    | Grand Prix van San Sebastián | Lasarte         | Henry Segrave      | Sunbeam        | verslag |
| 12 oktober   | Frankrijk | Champions Match              | Linas-Montlhéry | Ernest Eldridge    | Fiat           | verslag |
| 19 oktober   | Frankrijk | GP de l'Ouverture            | Linas-Montlhéry | J. G. Parry-Thomas | Leyland-Thomas | verslag |
| 9 november   | Italië    | Garda Circuit                | Salò            | Guido Meregalli    | Diatto         | verslag |

1894 · 1895 · 1896 · 1897 · 1898 · 1899 · 1900 · 1901 · 1902 · 1903 · 1904 · 1905 · 1906 · 1907 · 1908 · 1909 · 1910 · 1911 · 1912 · 1913 · 1914 · 1915 · 1916 · Eerste Wereldoorlog · 1919 · 1920 · 1921 · 1922 · 1923 · 1924 · 1925 · 1926 · 1927 · 1928 · 1929 · 1930 · 1931 · 1932 · 1933 · 1934 · 1935 · 1936 · 1937 · 1938 · 1939 · 1940-1945 (Tweede Wereldoorlog) · 1946 · 1947 · 1948 · 1949 
 Lijst van Grand Prix-wedstrijden voor 1950